# جينوس
جَيْنُوس (الاسم العلمي: Eleginus)، جنس أسماك من شعاعيات الزعانف وفصيلة الغادسيات. أعطانها المحيط الهندي والمحيط الهادئ والبحر الأحمر. جسمها شبه وشعي الشكل، معتدل التبطيط.
الأنواع المعترف بها كتالي:
- بقلة زعفرانية، Eleginus gracilis (فيلهلم غوتليب فون, 1810)
- Navaga, Eleginus nawaga (يوهان يوليوس والباوم, 1792)